# Liste der Städte in der Neumark
| Deutscher Name     | Landkreis 1945      | Stadt seit | Einwohner 1939 | Polnischer Name     | Powiat (Kreis)                                   | Woiwodschaft | Anmerkungen |
| ------------------ | ------------------- | ---------- | -------------- | ------------------- | ------------------------------------------------ | ------------ | ----------- |
| Arnswalde          | Arnswalde           | 1291       | 11.738         | Choszczno           | Choszczno Arnswalde                              | Westpommern  |             |
| Bärwalde (Neumark) | Königsberg/Nm.      | 1298       | 3.580          | Mieszkowice         | Gryfino Greifenhagen                             | Westpommern  |             |
| Berlinchen         | Soldin              | 1278       | 7.621          | Barlinek            | Myślibórz Soldin                                 | Westpommern  |             |
| Bernstein          | Arnswalde / Soldin  | 1290       | 2.728          | Pełczyce            | Choszczno Arnswalde                              | Westpommern  |             |
| Bobersberg         | Crossen             | vor 1809   | 1.122          | Bobrowice           | Krosno Odrzańskie                                | Lebus        |             |
| Crossen            | Crossen             | 1249       | 7.526          | Krosno Odrzańskie   | Krosno Odrzańskie Crossen                        | Lebus        |             |
| Dramburg           | Dramburg            | 1297       | 7.301          | Drawsko Pomorskie   | Drawsko Pomorskie Dramburg                       | Westpommern  |             |
| Driesen            | Friedeberg          | 1317       | 5.887          | Drezdenko           | Strzelce Krajeńskie-Drezdenko Friedeberg-Driesen | Lebus        |             |
| Drossen            | Weststernberg       | vor 1477   | 5.310          | Ośno Lubuskie       | Słubice Frankfurt an der Oder-Dammvorstadt       | Lebus        |             |
| Falkenburg         | Dramburg            | 1333       | 6.002          | Złocieniec          | Drawsko Pomorskie Dramburg                       | Westpommern  |             |
| Friedeberg         | Friedeberg          | vor 1270   | 6.134          | Strzelce Krajenskie | Strzelce Krajeńskie-Drezdenko Friedeberg-Driesen | Lebus        |             |
| Fürstenfelde       | Königsberg/Nm.      | vor 1809   | 1.636          | Boleszkowice        | Myślibórz Soldin                                 | Westpommern  |             |
| Kallies            | Dramburg            | 1303       | 4.019          | Kalisz Pomorski     | Drawsko Pomorskie Dramburg                       | Westpommern  |             |
| Königsberg/Nm.     | Königsberg/Nm.      | 1270       | 6.288          | Chojna              | Gryfino Greifenhagen                             | Westpommern  |             |
| Königswalde        | Oststernberg        | 1367       | 1.431          | Lubniewice          | Sulęcin Zielenzig                                | Lebus        |             |
| Küstrin            | Königsberg/Nm.      | 1300       | 23.771         | Kostrzyn nad Odrą   | Gorzów Wlkp. Landsberg an der Warthe             | Lebus        |             |
| Landsberg/W.       | Stadtkreis          | 1257       | 45.928         | Gorzów Wielkopolski | kreisfrei                                        | Lebus        |             |
| Lippehne           | Soldin              | 1302       | 4.531          | Lipiany             | Pyrzyce Pyritz                                   | Westpommern  |             |
| Mohrin             | Königsberg/Nm.      | 1306       | 1.286          | Moryń               | Gryfino Greifenhagen                             | Westpommern  |             |
| Neudamm            | Königsberg/Nm.      | 1562       | 7.488          | Dębno               | Myślibórz Soldin                                 | Westpommern  |             |
| Neuwedell          | Arnswalde           | 1363       | 2.745          | Drawno              | Choszczno Arnswalde                              | Westpommern  |             |
| Nörenberg          | Arnswalde / Saatzig | 1300       | 3.040          | Ińsko               | Stargard Stargard                                | Westpommern  |             |
| Reetz              | Arnswalde           | 1296       | 3.595          | Recz                | Choszczno Arnswalde                              | Westpommern  |             |
| Reppen             | Weststernberg       | 1329       | 6.429          | Rzepin              | Słubice Frankfurt an der Oder - Dammvorstadt     | Lebus        |             |
| Schivelbein        | Belgard             | 1296       | 9.420          | Świdwin             | Świdwin Schivelbein                              | Westpommern  |             |
| Schönfließ         | Königsberg/Nm.      | 1281       | 2.843          | Trzcińsko Zdroj     | Gryfino Greifenhagen                             | Westpommern  |             |
| Soldin             | Soldin              | 1271       | 6.284          | Myślibórz           | Myślibórz Soldin                                 | Westpommern  |             |
| Sonnenburg         | Oststernberg        | 1808       | 3.400          | Słońsk              | Sulęcin Zielenzig                                | Lebus        |             |
| Sternberg          | Oststernberg        | 1375       | 1.936          | Torzym              | Sulęcin Zielenzig                                | Lebus        |             |
| Woldenberg         | Friedeberg          | 1313       | 5.103          | Dobiegniew          | Strzelce Krajeńskie-Drezdenko Friedeberg-Driesen | Lebus        |             |
| Zehden             | Königsberg/Nm.      | 1299       | 1.769          | Cedynia             | Gryfino Greifenhagen                             | Westpommern  |             |
| Zielenzig          | Oststernberg        | 1244       | 5.867          | Sulęcin             | Sulęcin Zielenzig                                | Lebus        |             |
| Züllichau          | Züllichau-Schwiebus | 1318       | 9.630          | Sulechów            | Zielona Góra Grünberg                            | Lebus        |             |